# Jitendra Kalloe
Jitendra Kalloe, zijn voornaam ook geschreven als Jeetendra, is een Surinaams politicus uit Nickerie. Hij is sinds 2015 lid van De Nationale Assemblée (DNA) voor de Vooruitstrevende Hervormings Partij (VHP). Tijdens de verkiezingen van 2020 was hij lijstduwer voor de VHP in Nickerie.

## Biografie
Kalloe werd rond 1968/1969 geboren en is de oudste zoon van vier kinderen. Hij en zijn vrouw hebben een zoon en een dochter. Na zijn middelbareschoolopleiding werkte hij zeven jaar voor Kalvo NV, een groot familiebedrijf in de landbouwsector. Vervolgens begon hij een eigen bedrijf in bouwmaterialen. Daarnaast volgde hij een bacheloropleiding in bedrijfskunde en management.
Hij is lid van de VHP en was kandidaat tijdens de verkiezingen van 2015 als nummer 3 op de lijst van Nickerie van de partijalliantie V7. Met 1193 stemmen werd hij gekozen tot lid van DNA. Als parlementariër richt hij zich op het beleid van de ministeries van Handel, Industrie en Toerisme en Landbouw, Veeteelt en Visserij. Tijdens de verkiezingen van 2020 was hij lijstduwer voor de VHP in Nickerie.
Sedert 1 juli 2023 is Jitendra Kalloe directeur Landbouw van het Ministerie van Landbouw, Veeteelt en Visserij.